# 明州大桥
明州大桥是中国浙江省宁波市一座桥梁，位于镇海区和北仑区之间，桥梁结构为中承式双肢钢箱系杆拱桥，跨越甬江，全长1250米，其中主跨450米，为目前宁波城市桥梁中单体结构最大的桥，世界最长的中承式双肢钢箱系杆拱桥。大桥连接宁波北高教园区和宁波国家高新技术产业开发区，是外环快速路的组成部分。桥梁2008年2月开工，2010年10月合龙，2011年5月5日通车。

## 建设历程
- 2008年2月14日 明州大桥开工。[4]
- 2009年11月13日 明州大桥南岸临时索塔完工。[5]
- 2010年2月21日 明州大桥索缆安装完成。[6]
- 2010年7月8日 明州大桥主拱完成合龙。[7]
- 2010年10月19日 明州大桥桥面合龙，开始桥面施工。[8]
- 2011年5月5日 明州大桥建成通车。[3]